# Pardosa gefsana
Pardosa gefsana este o specie de păianjeni din genul Pardosa, familia Lycosidae, descrisă de Roewer, 1959. Conform Catalogue of Life specia Pardosa gefsana nu are subspecii cunoscute.